# Милош Парандиловић
Милош Парандиловић (Прибој, 26. март 1989) српски је политичар. Председник је странке Ново лице Србије. Политичку каријеру је започео у Прибоју као посланик Српског покрета обнове (СПО), а потом коалиције Српске напредне странке (СНС).

## Биографија
Рођен је у Прибоју, у тадашњој Социјалистичкој Републици Србији.
Одрастао је у заједници и похађао је Високу пословно-техничку школу у оближњем Ужицу.
На изборе је први пут изашао 2016. године у Прибоју у оквиру коалиције „Александар Вучић — Србија побеђује” као 35. кандидат на листи.